# Musikåret 2013

## Händelser
- 9 januari – Adam Gontier, sångare i Three Days Grace, lämnar bandet.[1]

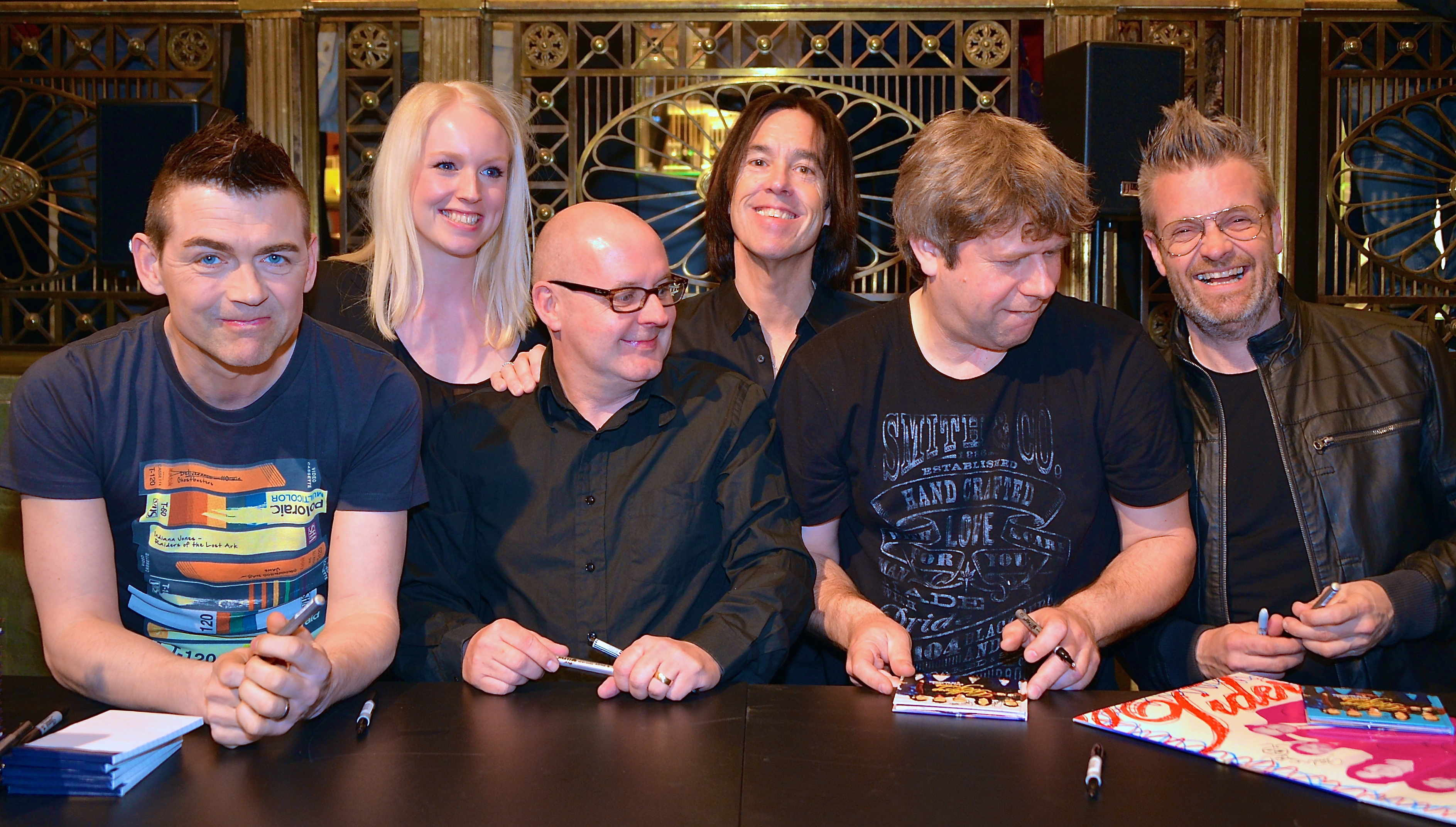
Gyllene Tider återförenas.

- 16 januari – Gyllene Tider meddelar om en återförening med ny skiva och en turné.[2]
- 17 januari – Ayumi Hamasakis A Classical blir första "klassiska album" att toppa Oriconlistan.[3]
- 28 februari - The Killers uppträder på Globen, Stockholm.[4]

- 1 mars – Karl Jenkins skriver på för Deutsche Grammophon och meddelar om sitt nya album Adiemus Colores.[5]
- 2 mars – Programmet "The Country Top 30 with Bobby Bones," som leds av Bobby Estell (Bobby Bones), debuterar i syndikering.

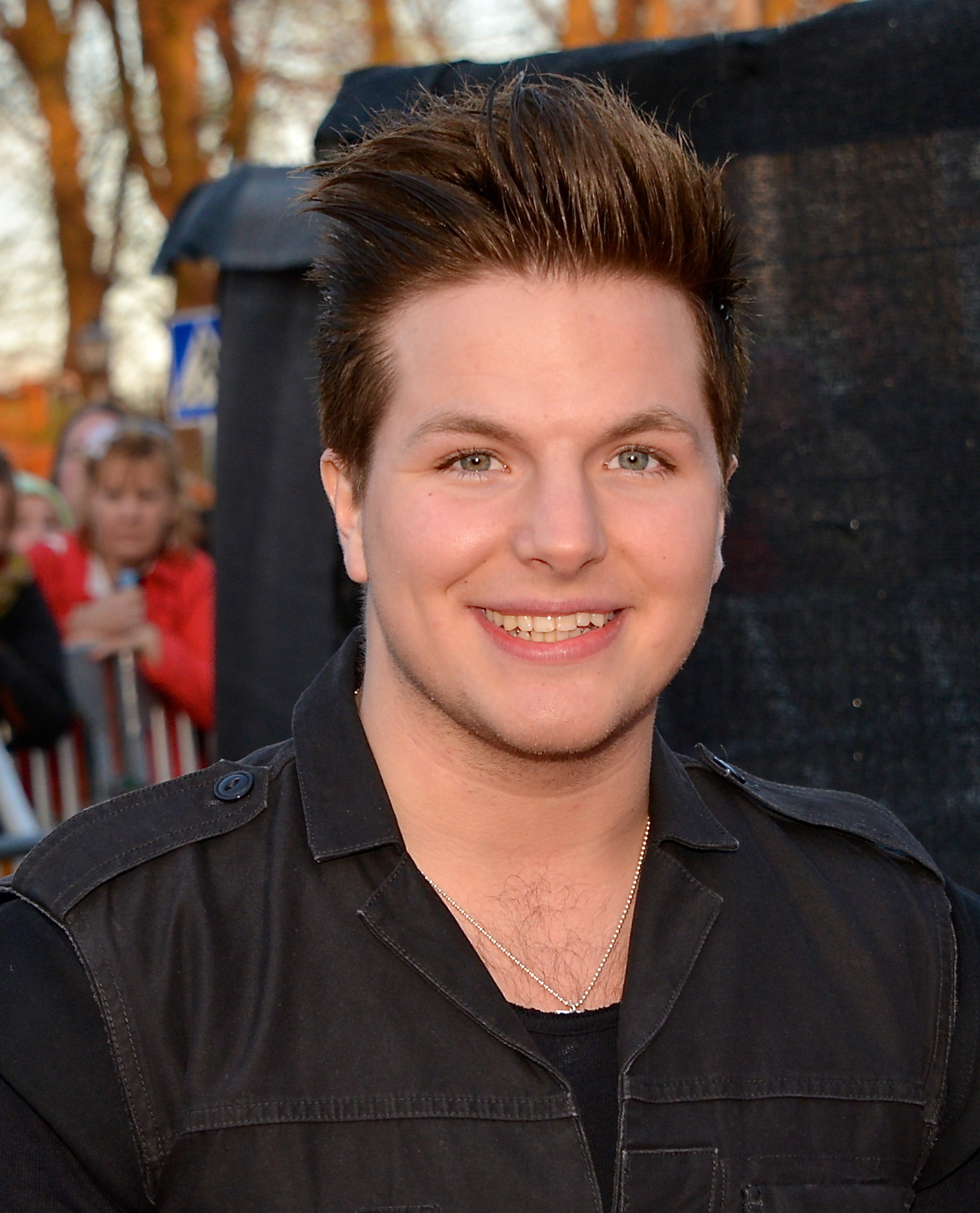
Robin Stjernberg vinner Melodifestivalen.

- 9 mars - Låten You framförd av Robin Stjernberg vinner Melodifestivalen 2013.[6]
- 9 mars - George Benjamin dirigerar den brittiska premiären för hans opera Written on Skin vid  Royal Opera House, Covent Garden.[7]
- 22 mars – My Chemical Romance meddelar att bandet lägger ner.[8]

- 8 april – Brad Paisley uppmärksammas i media med sången "Accidental Racist", där också LL Cool J från Brad Paisleys album Wheelhouse medverkar. Sången blir kontroversiell med sin text om rasism och slaveri.[9]
- 8 april - Lana Del Rey uppträder på Annexet, Stockholm.[10]
- 10 april – Kate Bush tilldelas Commander of the Most Excellent Order of the British Empire (CBE) av drottning Elizabeth II av Storbritannien vid Windsor Castle.[11]
- 22 april – Första brittiska Opera Awards[12] hålls i London. Jonas Kaufmann och Nina Stemme vinner de individuella sångarklasserna.[13]
- 22-23 april - Justin Bieber uppträder på Globen, Stockholm.[14]
- 26 april – The Strand Settings av Anders Hillborg uruppförs i Carnegie Hall.
- 3-4 & 11 maj - Bruce Springsteen uppträder på Friends Arena, Stockholm.[15]
- 8 maj - One Direction uppträder på Friends Arena, Stockholm.[16]

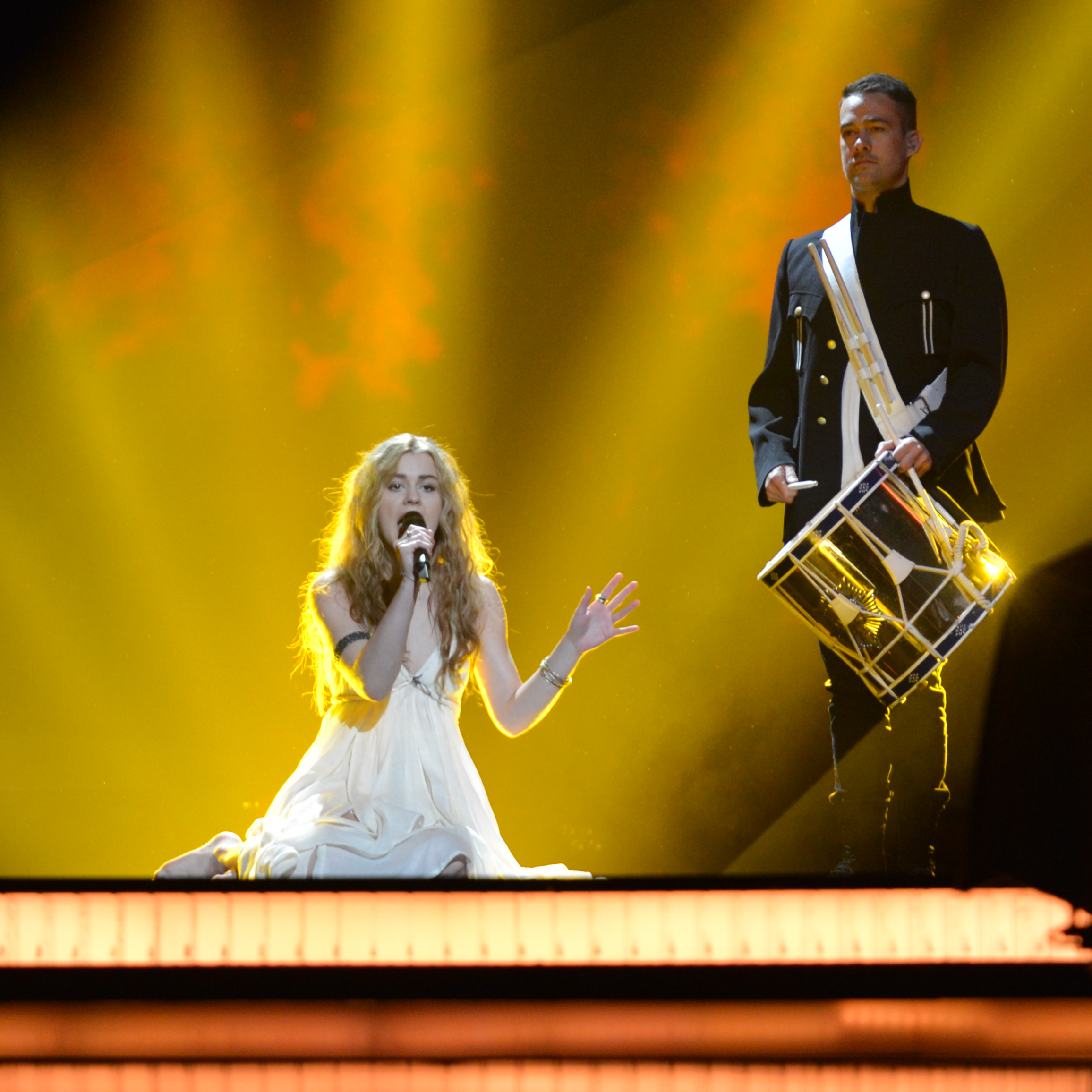
Emmelie de Forest framför sitt bidrag.

- 18 maj – Låten "Only Teardrops" framförd av Emmelie de Forest vinner Eurovision Song Contest i Malmö.[17]
- 26 maj - Pink uppträder på Globen, Stockholm.[18]

- 22 juni – Amerikanska mezzosopranen Jamie Barton vinner sångpriset vid tävlingen BBC Cardiff Singer of the World.[19]

- 5 juli – Tanglewood Music Festival inleds i Boston.[20]

- 23 augusti – I en intervju med AARP meddelar Linda Ronstadt att hon lider av Parkinsons sjukdom och inte längre kan uppträda.[21]

- 7 september – Marin Alsop blir första kvinna att dirigera Last Night of the Proms. Nigel Kennedy framför Ralph Vaughan Williams' The Lark Ascending, och Joyce DiDonato är soloist när "Rule, Britannia!" sjungs.[22]
- 24 oktober - Lil Wayne uppträder på Globen, Stockholm.[23]

- 30 december – Bland musiker på New Year Honours-listan för 2014 finns dirigenten Sir Simon Rattle (OM), sångaren Katherine Jenkins, pianisten Stephen Hough (CBE) och DJ Pete Tong (MBE).[24]

## Priser och utmärkelser
- 11 januari: Guldnålen – Almaz Yebio
- 18 januari: P3 Guld[25]
- 21 januari: Guldbaggegalan (Bästa originalmusik) - Benny Andersson
- 4 februari: Musikexportpriset – Avicii[26]
- 7 februari: Litteris et Artibus - Gunnar Idenstam, Olle Persson, Per Nyström, Karl-Magnus Fredriksson[27]
- 8 februari: Manifestgalan[28]
- 20 februari: Grammisgalan[29]

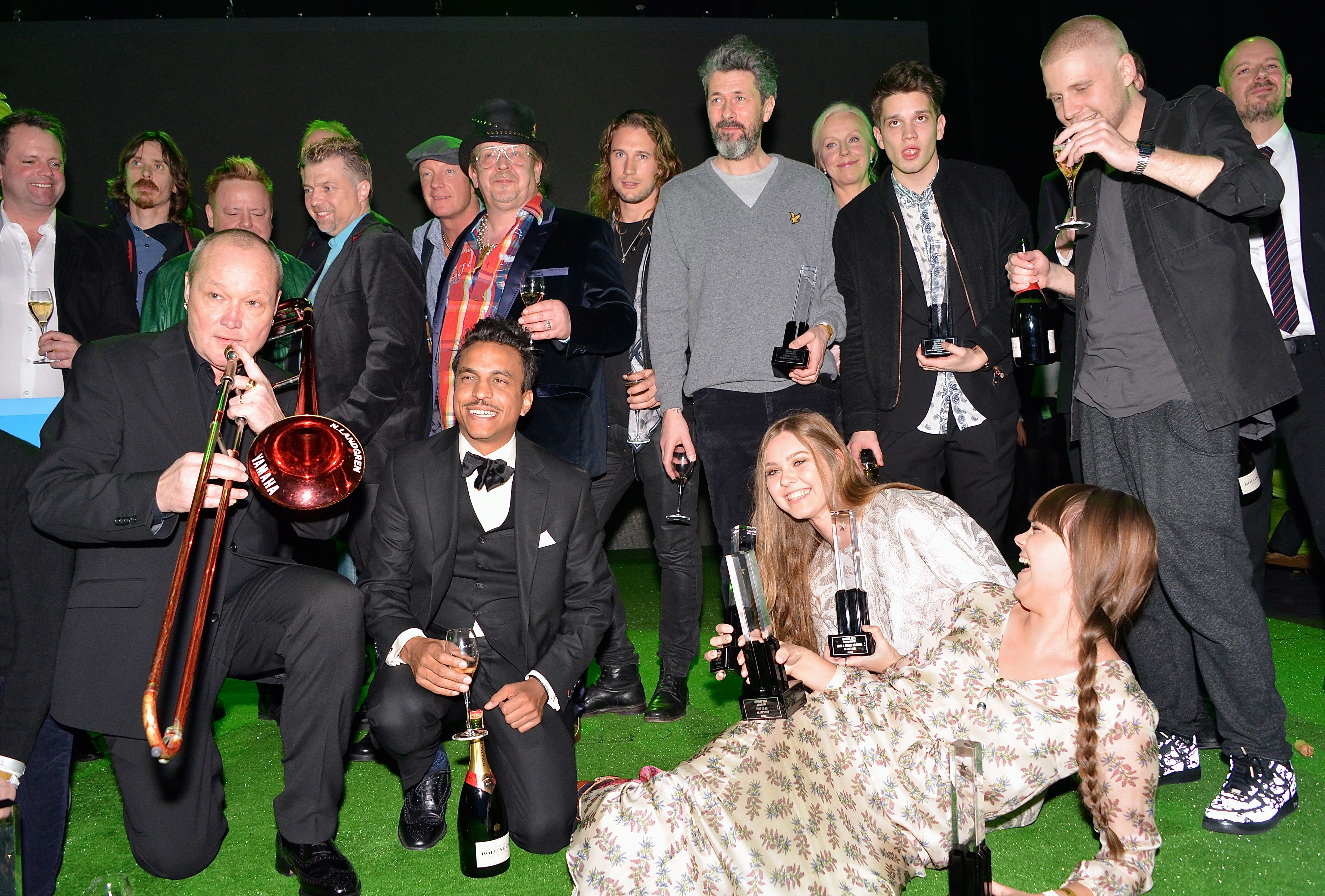
Grammisvinnare

- 22 februari: Johnny Bode-stipendiet – Caroline Leander

- 14 mars: Atterbergpriset – Örjan Strandberg
- 15 april: Alice Babs Jazzstipendium – Naoko Sakata[30]
- 23 april: Ted Gärdestadstipendiet – Josef Johansson och Anna Jalkéus[31]
- 23 april: Birgit Nilsson-stipendiet – Sofie Asplund och Fredrik Zetterström
- 30 april: Lars Gullin-priset – Elin Larsson[32]
- 6 maj: Lunds Studentsångförenings solistpris – Michael Weinius
- 19 maj: Jussi Björlingstipendiet – Aleksandrs Antonenko
- 21 maj: Ulla Billquist-stipendiet – Nina Ramsby[33]
- 28 maj: Jan Johansson-stipendiet – Martin Sjöstedt[34]
- 31 maj: Hjördis Schymberg-stipendiet – Vivianne Holmberg
- 4 juni: Anita O'Day-priset – Isabella Lundgren[35]
- 14 juli: Fred Åkerström-stipendiet – Hansi Schwarz[36]
- 15 juli: Guldklaven 2013[37]
- 4 augusti: Cornelis Vreeswijk-stipendiet – Peter Carlsson[38]
- 16 augusti: Svenska Dagbladets operapris – Kungliga Operans kör[39]
- 26 augusti: Platinagitarren – Carl Falk och Rami Yacoub
- 27 augusti: Polarpriset – Youssou N'Dour och Kaija Saariaho[40]
- 17 september: Monica Zetterlund-stipendiet – Nannie Porres och Oskar Nilsson[41]
- 23 september: Rosenbergpriset – Miklós Maros
- 1 oktober: Nils Ferlin-Sällskapets trubadurpris – Sofia Karlsson
- 2 oktober: Årets barn- och ungdomskörledare – Björn Johansson
- 12 oktober: Jenny Lind-stipendiet – Magdalena Risberg[42]
- 14 oktober: Jazzkatten[43]
- 20 oktober: Årets körledare – Leif Åkesson[44]
- 22 oktober: Tonsättarpriset till Bo Wallners minne – Gunnar Valkare[45]
- 28 oktober: Kungliga Musikaliska Akademiens Jazzpris – Rigmor Gustafsson[46]
- 30 oktober: Nordiska rådets musikpris – Pekka Kuusisto[47]
- 5 november: Kungliga Musikaliska Akademiens Interpretpris – Nils-Erik Sparf[48]
- 22 november: Crusellstipendiet – Johan Larsson[49]
- 26 november: Tidskriften Operas Operapris –  Malin Byström[50]
- 29 november: Göran Lagervalls Musikstipendium – Sven Ahlbäck
- 29 november: Medaljen för tonkonstens främjande – Bosse Broberg, Veslemöy Heintz, Kjell Ingebretsen, Martin Martinsson och Lisbeth Vecchi[51]
- 15 december: Spelmannen – Edda Magnason

## Årets album

### A – G
- Abidaz - In & Ut[52]
- Daniel Adams-Ray – Innan vi suddas ut[53]
- Mattias Alkberg - Mattias Alkbergs Begravning[54]
- Amaranthe – The Nexus[55]
- Amason - Amason EP
- Amon Amarth – Deceiver of the Gods[56]
- Arctic Monkeys - AM[57]
- Sibille Attar - Sleepyhead[58]
- Avicii – True[59]
- Arcade Fire – Reflektor[60]
- Azure Blue - Beyond the Dreams There's Infinite Doubt[61]
- Black Sabbath – "13"[62]
- Blandade artister – Progglådan[63]
- Ulrika Bodén Band – Kärlekssånger[64]
- Alice Boman - Skisser[65]
- David Bowie – The Next Day[66]
- Miriam Bryant - Raised in Rain[67]
- David Byrne & St. Vincent - Love This Giant[68]
- Canary Islands - Canary Islands[69]
- Nick Cave and the Bad Seeds - Push The Sky Away[70]
- Eric Clapton – Old Sock
- Miley Cyrus - Bangerz[71]
- Daft Punk – Random Access Memories[72]
- Darin – Exit[73]
- Henric de la Cour - Mandrills[74]
- Deep Purple – Now What?![75]
- Deerhunter - Monomania[76]
- Demonical – Darkness Unbound
- Depeche Mode – Delta Machine[77]
- Diabolical – Neogenesis
- Drake - Nothing Was The Same[78]
- Dregen – Dregen[79]
- Drifters – Jukebox
- Franska Trion - Rim & Ramsor[80]
- Marie Fredriksson – Nu![81]
- Agneta Fältskog – A[82]
- Ghost – Infestissumam[83]
- Selena Gomez - Stars Dance[84]
- Kajsa Grytt - Jag ler, jag dör[85]
- Gyllene Tider – Dags att tänka på refrängen[86]

### H – R
- Haim - Days Are Gone[87]
- Håkan Hellström – Det kommer aldrig va över för mig[88]
- Melissa Horn – Om du vill vara med mig[89]
- Hästpojken - En magisk tanke[90]
- Hypocrisy – End of Disclosure[91]
- Icona Pop - This is... Icona Pop[92]
- Irmelin – North Sea Stories
- The Joy Formidable - Wolf's Law[93]
- Kite - V[94]
- The Knife - Shaking The Habitual[95]
- King Krule - 6 feet Beneath the Moon[96]
- Jay Z - Magna Carta Holy Grail[97]
- Jonathan Johansson - Ett språk för dom dömda[98]
- Lady Gaga – ARTPOP[99]
- Laleh - Colors[100]
- Larz-Kristerz – Det måste gå att dansa till
- Little Jinder - Break up[101]
- Major Lazer - Free The Universe[102]
- Oskar Linnros – Klappar och slag[103]
- Olle Ljungström - Släng in en clown[104]
- Local Natives - Hummingbird[105]
- Ulf Lundell – Trunk[106]
- M.I.A. - Matangi[107]
- Veronica Maggio – Handen i fickan fast jag bryr mig[108]
- Edda Magnason – Monica Z – Musiken från filmen[109]
- Makthaverskan - Makthaverskan II[110]
- Paul McCartney - New[111]
- MF/MB - Colossus[112]
- Emilia Mitiku – I Belong to You
- John Mayer – Paradise Valley
- My Bloody Valentine - m b v[113]
- The National - Trouble Will Find Me[114]
- New Order - Lost Sirens[115]
- Nord & Syd - Som en människa[116]
- Parquet Courts - Light Up Gold
- Pearl Jam - Lightning Bolt[117]
- Katy Perry - Prism[118]
- Pet Shop Boys – Electric[119]
- Phoenix - Bankrupt![120]
- Phosphorescent - Muchacho[121]
- Queens of the Stone Age – ...Like Clockwork[122]

### S – Ö
- She & Him - Volume 3[123]
- Shout Out Louds - Optica[124]
- Britney Spears - Britney Jean[125]
- Stiftelsen – Dopet[126]
- Stor - Shere Khan XIII[127]
- The Strokes – Comedown Machine[128]
- Suede - Bloodsports[129]
- Tegan and Sara - Heartthrob[130]
- This Is Head - The Album ID[131]
- Justin Timberlake - The 20/20 Experience[132]
- Vampire Weekend – Modern Vampires of the City[133]
- Kurt Vile - Wakin On A Pretty Daze[134]
- Väsen – Mindset[135]
- Watain – The Wild Hunt[136]
- The Weeknd - Kiss Land[137]
- Kanye West - Yeezus[138]
- Jenny Wilson - Demand the Impossible[139]
- Lars Winnerbäck – Hosianna[140]
- YAST - YAST[141]
- Yeah Yeah Yeahs - Mosquito[142]
- Yohio – Break the Border[143]
- Sara Zacharias – Mot solen

## Årets singlar och hitlåtar
- Adelén – Bombo[144]
- Arcade Fire - Afterlife
- Avicii – Wake Me Up[145]
- Sean Banan – Copacabanana[146]
- Margaret Berger – I Feed You My Love[147]
- David Bowie - Where Are We Now?
- Miriam Bryant – Push Play[148]
- Capitol Cities – Safe and Sound[149]
- Kim Cesarion – Undressed[150]
- Miley Cyrus – Wrecking Ball[151]
- Daft Punk – Get Lucky
- Anton Ewald – Begging[152]
- Franska Trion - Rouge
- Emmelie de Forest – Only Teardrops[153]
- Ellie Goulding – Burn[154]
- Lady Gaga – Applause
- Haim - The Wire
- Håkan Hellström – Valborg[148]
- King Krule - Easy Easy
- Laleh - Goliat
- Zara Larsson – Uncover[155]
- Oskar Linnros – Hur dom än
- Lorde – Royals[156]
- M.I.A. - Bad Girls
- Veronica Maggio – Sergels torg[157]
- Major Lazer feat. Amber of Dirty Projectors - Get Free
- Medina – Miss Decibel[158]
- One Direction – Best Song Ever[159]
- Passenger – Let Her Go[160]
- Katy Perry – Roar[161]
- Phoenix - Entertainment
- Phosphorescent - Song For Zula
- Psy – Gentleman[162]
- State of Drama – Falling[148]
- Robin Stjernberg – You[163]
- Justin Timberlake – Mirrors[164]
- Vampire Weekend - Unbelievers
- Kanye West - Black Skinhead
- Kanye West - Bound 2
- Ylvis – The Fox[165]
- Yohio – Heartbreak Hotel[166]

## Sverigetopplistan2013
| Datum                  | Låttitel              | Artist/grupp                             | Bakgrund       |
| ---------------------- | --------------------- | ---------------------------------------- | -------------- |
| 4 januari 2013 (1v)    | En apa som liknar dig | Darin                                    | Sverige        |
| 11 januari 2013 (3v)   | När solen går ner     | Aki feat. Kapten Röd                     | Sverige        |
| 1 februari 2013 (3v)   | Let Her Go            | Passenger                                | Storbritannien |
| 22 februari 2013 (2v)  | Uncover               | Zara Larsson                             | Sverige        |
| 8 mars 2013 (1v)       | Let Her Go            | Passenger                                | Storbritannien |
| 15 mars 2013 (5v)      | You                   | Robin Stjernberg                         | Sverige        |
| 19 april 2013 (3v)     | Just Give Me a Reason | P!nk feat. Nate Ruess                    | USA            |
| 10 maj 2013 (7v)       | Can't Hold Us         | Macklemore & Ryan Lewis feat. Ray Dalton | USA            |
| 28 juni 2013 (12v)     | Wake Me Up!           | Avicii                                   | Sverige        |
| 20 september 2013 (1v) | You Make Me           | Avicii                                   | Sverige        |
| 27 september 2013 (7v) | Hey Brother           | Avicii                                   | Sverige        |
| 15 november 2013 (3v)  | The Monster           | Eminem feat. Rihanna                     | USA            |
| 6 december 2013 (6v)   | Timber                | Pitbull feat. Ke$ha                      | USA            |

## Jazz
- Agneta Baumann – Ballads at Midnight[167]
- Chick Corea – The Vigil
- Hanna Elmquist – Slow Motion
- Robert Glasper – Black Radio 2
- Keith Jarrett – No End
- Keith Jarrett – Somewhere
- Anders Jormin – Between Always and Never
- Anders Jormin – Provenance
- Björn J:son Lindh och Olli Strömberg - I vinden
- Magnus Lindgren – Souls[168]
- Jan Lundgren – Man in the Fog[169]
- The New Gary Burton Quartet – Guided Tour
- Nina Ramsby Ludvig Berghe Trio – Varsågoda och tack[170]
- Wayne Shorter – Without a Net
- Viktoria Tolstoy – A Moment of Now[171]
- Mats Öberg Trio – Only Live

## Klassisk musik
- Plácido Domingo – Verdi baritone arias
- Ludovico Einaudi – In a Time Lapse
- Howard Goodall – Inspired
- Tine Thing Helseth – Tine

## Avlidna

### Januari
- 1 januari – Patti Page, 85, amerikansk countrysångare.[172]
- 10 januari – Cacka Israelsson, 83, svensk sångare och friidrottare.[173]
- 10 januari – Hansi Schwarz, 70, svensk musiker, kulturentreprenör och festivalarrangör.[174]
- 19 januari - Bengt Ohlsson, 81, svensk riksspelman.[175]
- 20 januari – Maurice Karkoff, 85, svensk tonsättare, pianopedagog och musikkritiker.[176]
- 25 januari - Aase Nordmo Løvberg, 89, norsk operasångerska.[177]
- 30 januari – Patty Andrews, 94, amerikansk sångerska i The Andrews Sisters.[178]

### Februari
- 1 februari - Cecil Womack, 65, amerikansk musiker och låtskrivare - bror till Bobby Womack.[179]
- 4 februari – Reg Presley, 71, brittisk sångare i The Troggs.[180]
- 5 februari – Gunilla von Bahr, 71, svensk flöjtist och musikchef.[181]
- 5 februari - Egil Hovland, 88, norsk kompositör, organist och körledare.[182]
- 8 februari - James DePriest, 76, amerikansk dirigent.[183]
- 11 februari - Rick Huxley, 72, brittisk basist i The Dave Clark Five.[184]
- 16 februari – Eric Ericson, 94, svensk körledare.[185]
- 16 februari - Tony Sheridan, 72, brittisk sångare och musiker samarbetat med bl.a. The Beatles.[186]
- 18 februari - Kevin Ayers, 68, brittisk musiker och låtskrivare i The Soft Machine.[187]
- 18 februari - Otis "Damon" Harris, 62, amerikansk sångare i The Temptations.[188]
- 21 februari - Morris Holt, 75, amerikansk bluesartist under namnet Magic Slim.[189]
- 27 februari - Van Cliburn, 78, amerikansk pianist.[190]
- 28 februari - Armando Travajoli, 95, italiensk TV- och filmkompositör.[191]

### Mars
- 1 mars - Sonja Martinsson, 79, svensk sångerska i Göingeflickorna.[192]
- 1 mars - Jewel Akens, 79, amerikansk sångare.[193]
- 3 mars - Bobby Rogers, 73, amerikansk sångare och låtskrivare i The Miracles.[194]
- 6 mars – Alvin Lee, 68, gitarrist och sångare i Ten Years After.[195]
- 7 mars – Kenny Ball, 82, brittisk jazzmusiker.
- 7 mars - Peter Banks, 65, brittisk gitarrist i Yes.[196]
- 9 mars – Rune Carlsson, 72, svensk trumslagare och sångare.[197]
- 12 mars - Clive Burr, 56, brittisk trumslagare i Iron Maiden.[198]
- 16 mars - Jason Molina, 39, amerikansk sångare och låtskrivare.[199]
- 22 mars - Bebo Valdés, 94, kubansk pianist och kompositör.[200]

### April
- 13 april - Chi Cheng, 42, amerikansk basist i Deftones.[201]
- 14 april - Colin Davies, 85, brittisk dirigent.[202]
- 17 april - Deanna Durbin, 91, kanadensisk skådespelare och sångerska.[203]
- 17 april - Thomas Anderberg, 57, svensk författare och musikkritiker.[204]
- 18 april - Storm Thorgerson, 69, brittisk skivomslagsdesigner.[205]
- 21 april - Chrissy Amphlett, 53, austrauliensk sångerska i Divinyls.[206]
- 22 april – Richie Havens, 72, amerikansk sångare och låtskrivare.[207]
- 26 april - George Jones, 81, amerikansk countryartist.[208]
- 28 april - János Starker, 88, ungersk-amerikansk cellist.[209]

### Maj
- 1 maj - Chris Kelly, 34, amerikansk rappare i Kris Kross.[210]
- 2 maj – Jeff Hanneman, 49, amerikansk gitarrist i Slayer.[211]
- 4 maj – Mona Thelmé, 70, svensk sångarerska i Family Four.[212]
- 7 maj - Romanthony, 45, amerikansk DJ, sångare och skivproducent.[213]
- 20 maj – Anders Eliasson, 66, svensk tonsättare.[214]
- 20 maj – Ray Manzarek, 74, keyboardist i The Doors.[215]
- 21 maj – Trevor Bolder, 62, basist i Uriah Heep.[216]
- 22 maj – Henri Dutilleux, 97, fransk tonsättare.[217]

### Juni
- 4 juni - Joey Covington, 67, amerikansk trumslagare i Jefferson Airplane.[218]
- 19 juni – Slim Whitman, 89, amerikansk countrysångare.[219]
- 23 juni - Bobby "Blue" Bland, 83, amerikansk bluesartist.[220]
- 24 juni - Alan Myers, 58, amerikansk trumslagare i Devo.[221]
- 26 juni – Anders Burman, 84, svensk skivbolagsdirektör.[222]

### Juli
- 2 juli – Bengt Hallberg, 80, svensk jazzmusiker och kompositör.[223]
- 13 juli – Cory Monteith, 31, kanadensisk sångare och skådespelare i Glee.[224]
- 26 juli – J.J. Cale, 74, amerikansk bluesmusiker och låtskrivare.[225]

### Augusti
- 5 augusti – George Duke, 67, amerikansk jazzkeyboardist.[226]
- 10 augusti – Eydie Gormé, 84, amerikansk sångerska.[227]
- 13 augusti – Jon Brookes, 44, brittisk trumslagare i The Charlatans.[228]
- 14 augusti – Allen Lanier, 67, amerikansk keyboardist och gitarrist i Blue Öyster Cult.[229]
- 27 augusti – Kent Finell, 69, svensk journalist och radioprofil för bl.a. Svensktoppen.[230]

### September
- 11 september – Mats Olsson, 83, svensk kompositör, dirigent och kapellmästare.[231]
- 12 september – Joan Regan, 85, brittisk sångerska.[232]
- 17 september – Kristian Gidlund, 29, svensk författare och musiker i Sugarplum Fairy.[233]

### Oktober
- 8 oktober – Philip Chevron, 56, irländsk gitarrist i The Pogues.[234]
- 10 oktober – Jan Kuehnemund, 51, amerikansk musiker och grundare av Vixen.[235]
- 19 oktober – Noel Harrison, 79, brittisk sångare och skådespelare.[236]
- 24 oktober – Manna Dey, 94, indisk sångare.
- 24 oktober – Manolo Escobar, 82, spansk sångare och skådespelare.[237]
- 27 oktober – Lou Reed, 71, amerikansk sångare, gitarrist och låtskrivare.[238]

### November
- 12 november – John Tavener, 69, brittisk kompositör.[239]
- 25 november – Chico Hamilton, 92, amerikansk jazztrummis.[240]
- 29 november – Oliver Cheatham, 65, amerikansk sångare.

### December
- 2 december – Junior Murvin, 67, jamaicansk reggaesångare.
- 5 december – Andy Pierce, 45, svensk sångare i Nasty Idols.[241]
- 6 december – Tom Krause, 79, finländsk operasångare.[242]
- 10 december – Jim Hall, 83, amerikansk jazzgitarrist.[243]
- 13 december – Rune Öfwerman, 80, svensk jazzmusiker.[244]
- 14 december – Sven-Gösta Jonsson, 74, svensk-samisk sångare.[245]
- 16 december – Ray Price, 87, amerikansk countryartist.[246]
- 20 december – David Richards, 57, brittisk skivproducent.[247]
- 21 december – Björn J:son Lindh, 69, svensk musiker och kompositör.[248]
- 21 december – Lars Edlund, 91, svensk tonsättare, musikpedagog och kyrkomusiker.[249]
- 23 december – Yusef Lateef, 93, amerikansk jazzsaxofonist.[250]
- 29 december – Wojciech Kilar, 81, polsk kompositör.[251]